# Joaquín García Ribes
|  | Per a altres significats, vegeu «Joaquín García Ribes (desambiguació)». |

Joaquín García Ribes fou un comerciant i polític valencià, diputat a les Corts Espanyoles durant la Segona República.

## Biografia
Era militant del Partit d'Unió Republicana Autonomista que fou elegit diputat per València ciutat dins l'Aliança Republicana a les eleccions generals espanyoles de 1931 en substitució d'Alejandro Lerroux, que ja havia estat escollit per una altra circumscripció.